# Шахтинский (Красноярский край)
Ша́хтинский — посёлок в Канском районе Красноярского края. Входит в состав Сотниковского сельсовета.

## История
В 1976 году указом Президиума Верховного Совета РСФСР посёлок шахты обозостроительного завода переименован в Шахтинский.

## Население
| 2010 |
| ---- |
| 345  |

## Инфраструктура
В посёлке функционирует начальная общеобразовательная школа.

## Транспорт
Автодорога 04Н-495.